# Herrskog
Herrskog is een plaats in de gemeente Kramfors in het landschap Ångermanland en de provincie Västernorrlands län in Zweden. De plaats heeft 188 inwoners (2005) en een oppervlakte van 46 hectare. De plaats ligt aan de oostoever van het meer Storsjön.

## Verkeer en vervoer
Bij de plaats loopt de Länsväg 332.